# Nióbidas

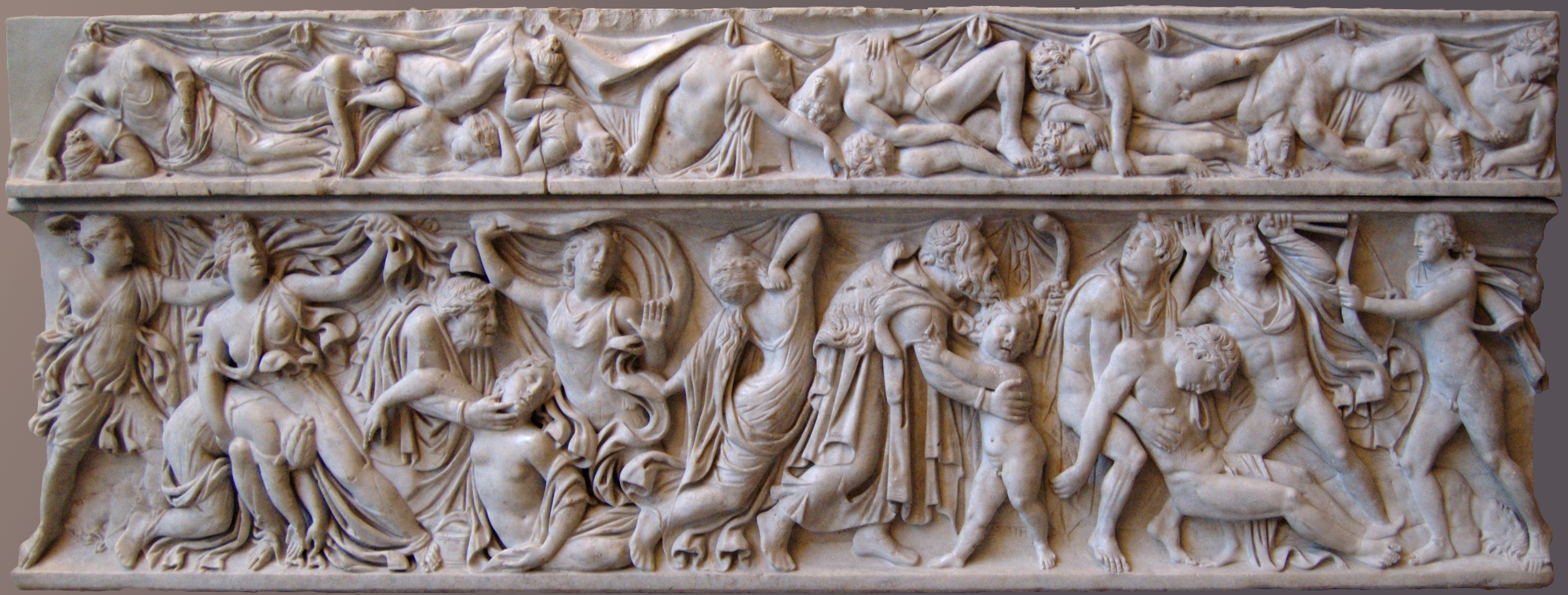
Relieve en un sarcófago (160 - 170 d. C.): Apolo y Artemisa matan a los hijos de Níobe. Arriba, los Nióbidas muertos.

Los Nióbidas eran, en la mitología griega, los hijos que Níobe tuvo con Anfión.
El mito narra que Níobe se había burlado de Leto porque esta había tenido poca descendencia (dos hijos: Artemisa y Apolo), mientras que ella tuvo mucha (las fuentes oscilan). Para castigarla, Apolo y Artemisa mataron a toda la prole de Níobe, aunque en las versiones posteriores se salvaron uno de los hijos y una de las hijas. Apolo mató a los hijos varones mientras practicaban atletismo, dejando vivo a Amiclas. Por su parte, Artemisa a las hijas, dejando viva solo a Melibea. Pausanias dice que Melibea pasó a llamarse posteriormente Cloris (de color «verde pálido») porque el temor la hizo palidecer. El mismo autor cree que, siguiendo las palabras de Homero, «Ellos, aunque eran dos, hicieron perecer a todos» y así cree que no sobrevivió ninguno de la prole de Anfión. Así Homero sabía que la casa de Anfión fue destruida desde sus cimientos.
No obstante la versión latina es la que asimila a Cloris, la hija de Níobe, con Cloris, la esposa de Neleo. En la versión griega Cloris es hija de Anfión de Orcómeno, y este a su vez lo es de Yaso. A este respecto también se refiere a Filómaca, hija de Anfión, citada como la esposa de Pelias; por otras fuentes sabemos que era hija de Anfión de Orcómeno (así ambas hermanas Cloris y Filómaca, casaron con dos hermanos, Neleo y Pelias, respectivamente).
Higino es el único autor que introduce la anécdota sobre la burla de Níobe acerca de la virilidad de Diana (Artemisa) y el afeminamiento de Apolo: «porque ésta se ceñía con ropa de varón y Apolo con la túnica hacia abajo y el cabello largo».

## Nómina
No hay consenso acerca de los nombres y el número de los hijos e hijas de Níobe lo que indica que nunca hubo una versión preponderante. Eurípides dice al menos que las siete muchachas fueron enterradas juntas. Los nombres más repetidos, tomando en cuenta todas las listas son: para los muchachos, Fédimo, Sípilo y Tántalo; y para las muchachas, Asticratea, Pelopia y Ogigia.
Al menos Amaleo, uno de los hijos de Anfión y Níobe, es mencionado en solitario y nunca en grupo. Amaleo el mayor de todos los nióbidas. Su tía Aedón intentó terminar con su vida. En esta versión Aedón es la esposa de Zeto, así como Níobe lo es de Anfión; Anfión y Zeto son hermanos, como es fama. Otros dicen que Neis o Neida, la muchacha que dio su nombre a la Neida, una de las siete puertas de Tebas, era hija de Anfión y Níobe, o bien solo de Zeto. Ismeno, otro de los hijos, estando herido de muerte por Apolo, con gran dolor se arrojó a dicho río, que por su nombre se llamó desde entonces Ismeno.
Eliano ya nos habla acerca de las discrepancias entre cada autor: 
«Los antiguos parecen no estar acordes entre sí sobre el número de los hijos de Níobe. Homero habla de seis varones y otras tantas hijas, Laso habla de dos veces siete, Hesíodo de nueve y diez, aunque, a decir verdad, los versos no son de Hesíodo, sino que, como otros muchos, le son falsamente atribuidos. Alcmán dice diez, Mimnermo veinte y Píndaro otros tantos».
En la Biblioteca mitológica se nos da un buen recuento de la prole:
«Anfión (se casó) con Níobe, hija de Tántalo, que le dio siete hijos: Sípilo, Eupínito, Ismeno, Damasictón, Agénor, Fedimo y Tántalo, e igual número de hijas: Etodea (o según algunos Neera), Cleodoxa, Astíoque, Ftía, Pelopia, Asticratía y Ogigia. Hesíodo dice que fueron diez hijos y diez hijas; Herodoro que fueron tres varones y tres mujeres; Homero que seis hijos y seis hijas».
Y además añade que:
«De éstos sólo se salvó Anfión, y de las doncellas, Cloris, la mayor, con la cual se casó Neleo. Según Telesila se salvaron Amiclas y Melibea, pues Anfión también habría muerto flechado por ellos».
Higino da su primera versión:
«Lerta, Tántalo, Ismeno, Eupino, Fédimo, Sípulo, Quíade, Cloris, Asticratía, Síboe, Sictocio, Eudoxa, Arquénor, Ogigia. Estos fueron los hijos e hijas de Níobe, esposa de Anfión».
Y más adelante se refiere a otra:
«En efecto, Anfión, que había ceñido Tebas con una muralla, había establecido siete puertas con el nombre de sus siete hijas. Estas fueron Tera, Cleodoxe, Astínome, Asticratía, Quíade, Ogigia y Cloris».

### Otras listas
- Ovidio dice que se llamaban Alfénor, Damasictón, Ilioneo, Ismeno, Fédimo, Sípilo, Tántalo; no menciona los nombres de las hijas. El autor refiere que Ismeno fue el primer hijo que Níobe llevó en su vientre, que Tántalo tuvo su nombre en honor a su abuelo y que el último en morir fue Ilioneo.[16]
- Los hijos que nos ofrece Ferécides son: Alalcomeneo, Fereo, Eudoro, Lisipo, Janto y Argeo. Los dos primeros son epónimos de lugares en Beocia. Sobre las muchachas, estas se llamaban Quíone, Clita, Melia, *Hora, Damasipe y Pelopia.[17]
- Helánico refiere que eran cuatro hijos y tres hijas, pero no se ha conservado uno de los nombres de los muchachos; el resto se llaman Arquénor, Arcágoras y Menéstrato. Las muchachas son citadas como Asticratea, Ogigia y Pelopia.[18]
- Lactancio Plácido dice que se llamaban Antágoro, Arquemoro, Eupínito, Fédimo, Sípilo, Tántalo, Jenarco; y ellas Asticratía, Cloris, Cleodoxa, Neera, Ogime, Pelopia, Fegea.[19]

## Iconografía
Aparecen muy frecuentemente representados en el arte clásico, dada su relación con la mitología de Apolo.
La primera representación conocida del mito (con Apolo, Artemisa y tres de sus víctimas en actitud de huida) es un ánfora etrusca conservada en el Museum für Kunst und Gewerbe de Hamburgo, datada hacia 560 a. C. La segunda es la Crátera de los Nióbidas, pieza conservada en el Museo del Louvre que se utilizó para definir el estilo del llamado Pintor de los Nióbidas: una gran crátera de cerámica de figuras rojas datada hacia 450 a. C., que representa a ambos dioses en medio de los Nióbidas, algunos caídos y otros huyendo.· Su particular composición, en la que los personajes se disponen en diferentes niveles, se ha interpretado como una prueba de estar inspirada en la gran pintura mural.
Según Propercio, la muerte de los Nióbides se representaba en dos relieves de marfil sobre las puertas del Templo de Apolo Palatino tras su reconstrucción por Augusto. Se han conservado numerosas representaciones escultóricas de época helenística a través de copias romanas, como las que se exponen en el Palazzo Massimo de Roma y en la Galeria Uffizi de Florencia (estas últimas, halladas en 1583 en Roma, junto a los Luchadores, estuvieron en la Villa Medici hasta 1775). En los años 1960, Balthus, por entonces director de la Académie de France à Rome, alojada en la Villa Médicis, instaló el Carré des Niobides, fuente a partir de moldes de estatuas antiguas.

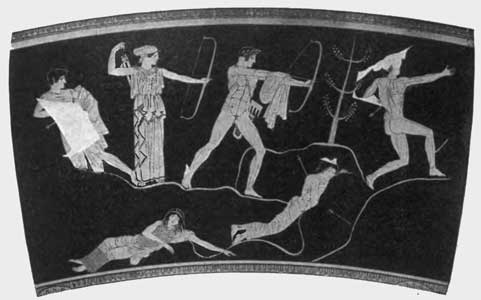
Crátera de los Nióbidas.
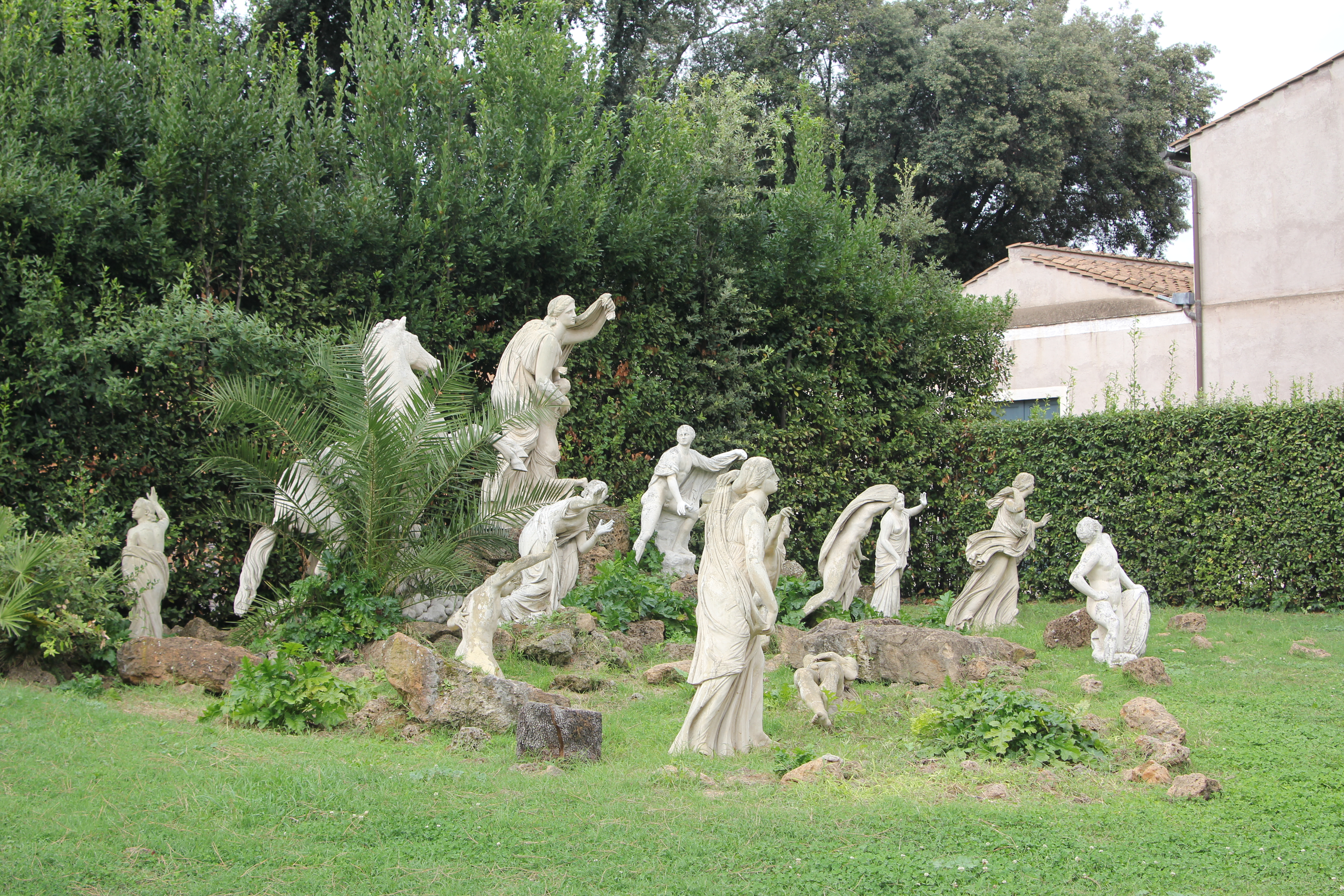
Le Carré des Niobides
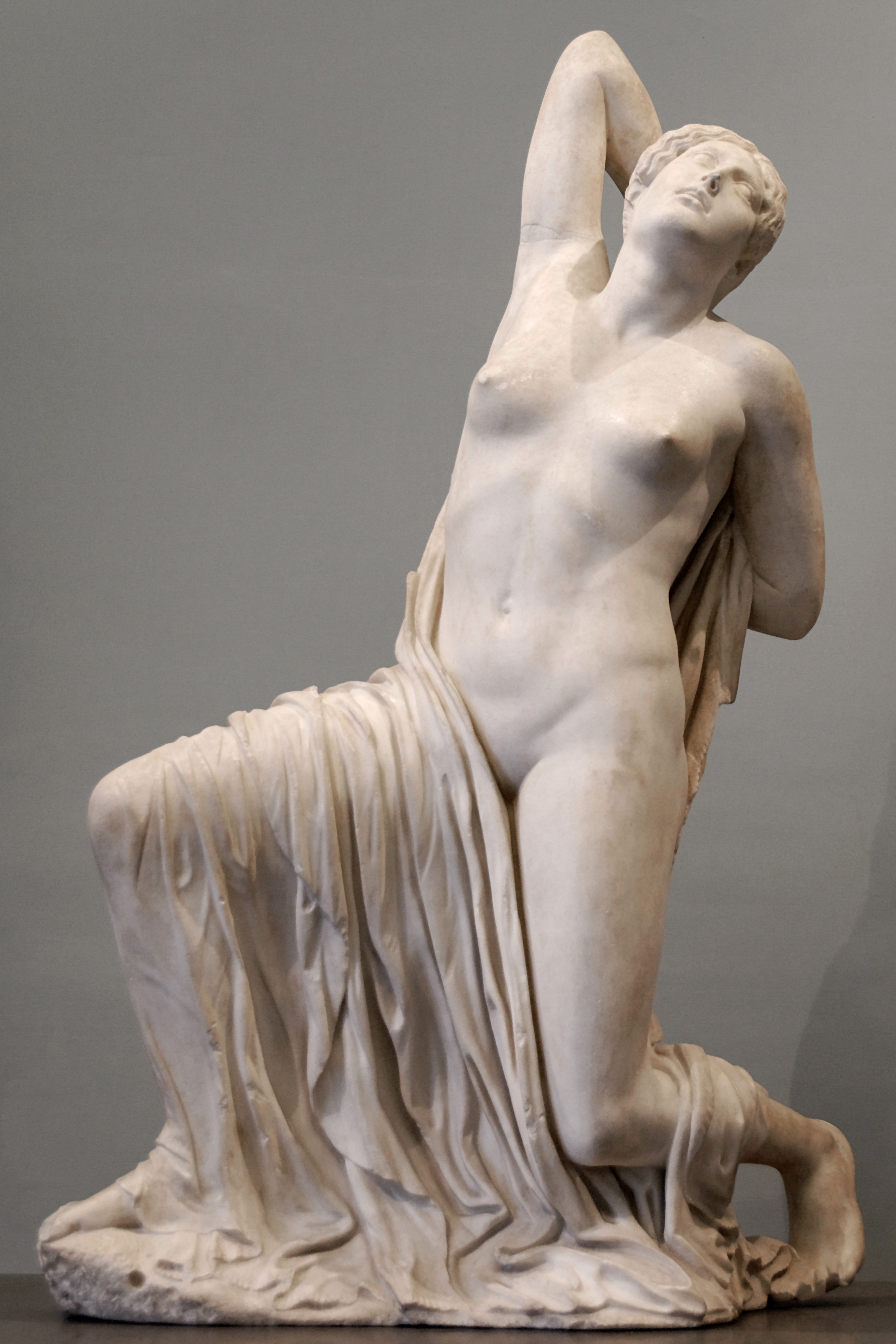
Nióbida moribundo, encontrada en los Jardines de Salustio y conservado hoy en el Palazzo Massimo.
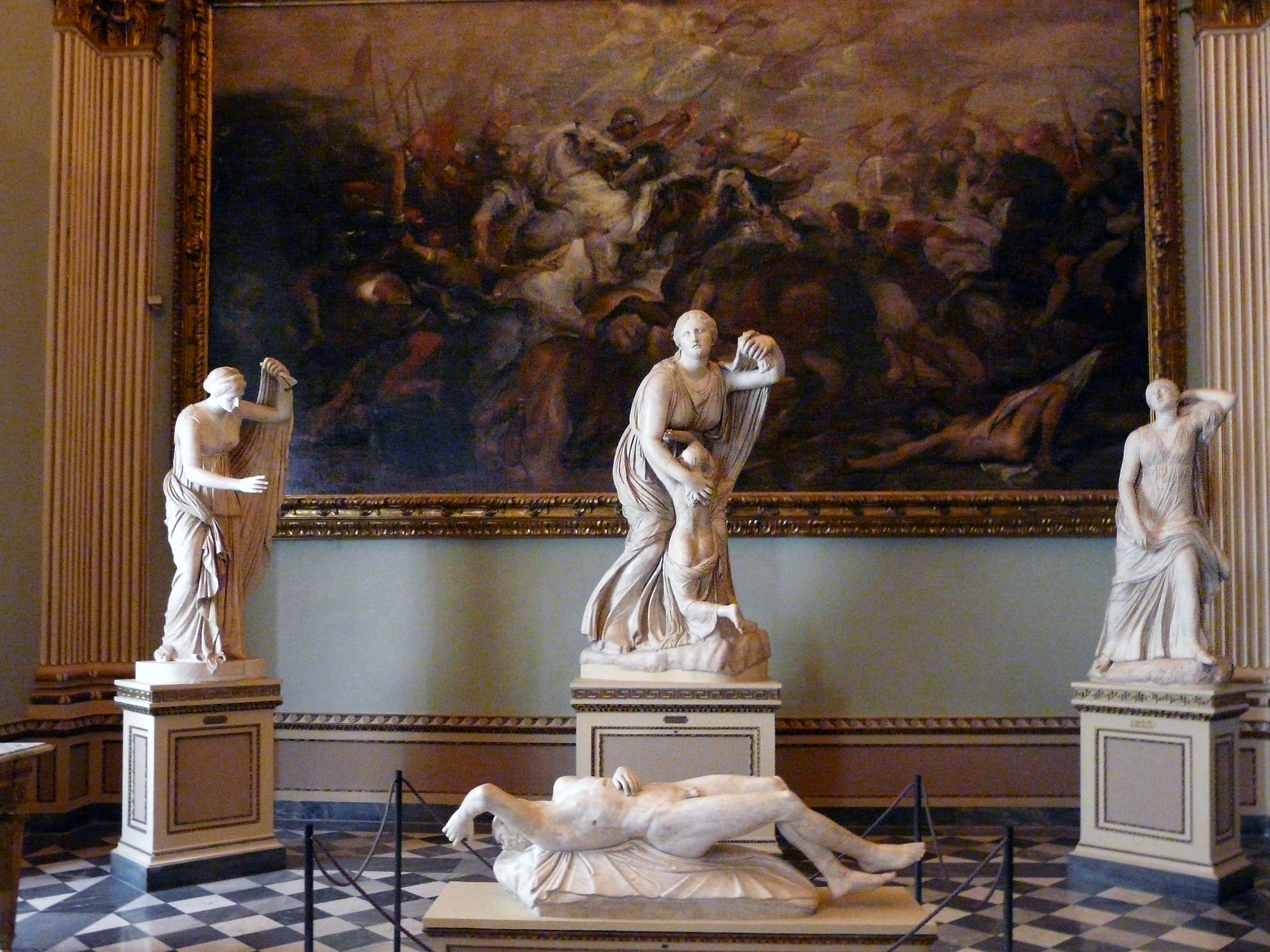
Grupo de Niobe, en la Galeria Uffizi.
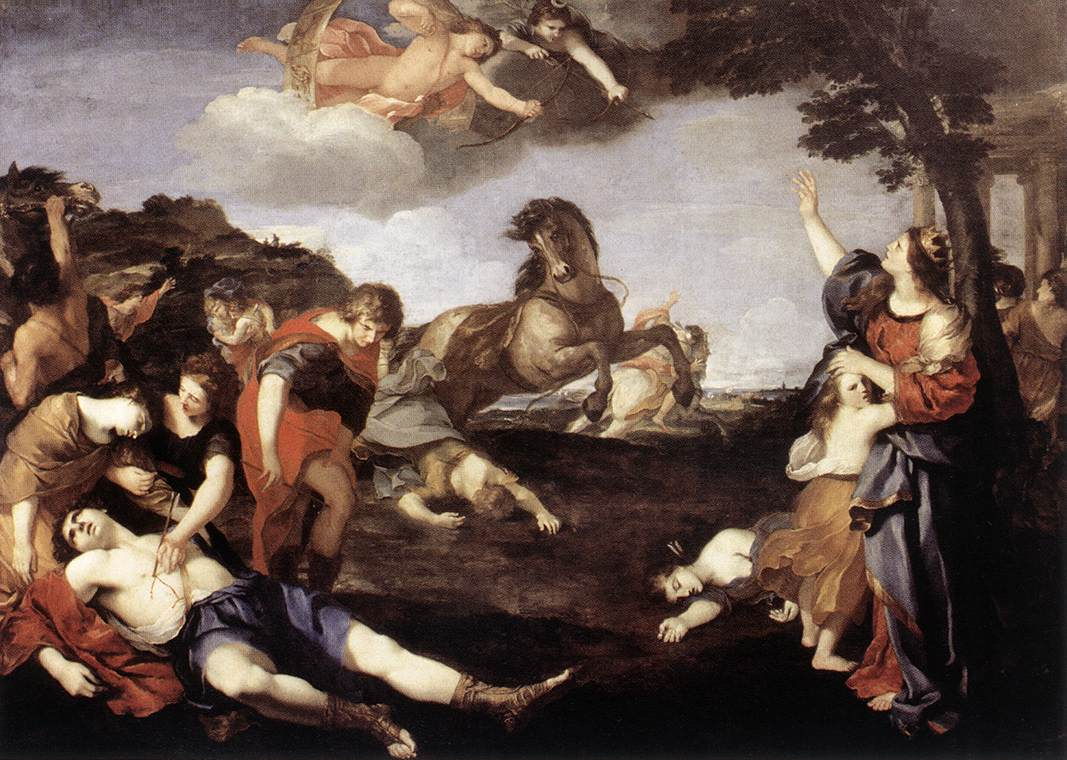
La masacre de los Nióbidas, de Andrea Camassei, Galleria Nazionale d'Arte Antica.